# Castell del Bou Negre
El castell del Bou Negre o de la Mola és un castell situat al terme municipal d'Argeleta, a la comarca de l'Alt Millars (País Valencià). Data d'època medieval i actualment es troba en ruïnes. Està declarat com a Bé d'Interés Cultural.

## Història
Ubicat sobre jaciments ibers i romans, el castell del Bou Negre va ser la fortificació dominant d'una gran extensió de territori. Es desconeix la data exacta de la construcció, però hi apareix en documents del segle xii. El 1178 és citat com a part dels castells que delimiten la frontera de la diòcesi de Tortosa.
A principis del segle xiii pertany a Abu-Zayd, que el cedeix al seu fill Ferran Pérez i successors. A continuació passaria per mans de la corona, de la nissaga dels Arenós i a la casa ducal de Villahermosa. Va ser plaça clau en diversos conflictes bèl·lics, com ara la guerra entre els descendents d'en Blasco Eximénez d'Arenós (1291), les disputes la casa Reial i la casa de Gandia (1464 - 1477) o a la Guerra de Successió, on va ser cremat junt a la vila. Més tard seria rehabilitat per la seua posició estratègica en les guerres carlines.
Avui en dia el castell es troba en ruïnes. S'aprecien alguns llenços de muralles i els baixos d'algunes torrasses, així com altres restes aïllades i disperses pel terreny. Moltes de les seues pedres es van reutilitzar per a construir edificis de caràcter agrari.

## El castell
Situat al límit dels termes municipals d'Argeleta i Lludient, el castell del Bou Negre devia tindre unes dimensions considerables, atesa l'àrea que n'ocupen les restes. La seua privilegiada ubicació a 748 metres d'altura es completava amb muralles i torres que defenien l'entrada est i sud de la Mola sobre la qual s'assenta. Els vessants nord i oest es defensaven amb penya-segats inaccessibles.
A l'interior es troba una torre rectangular de pedra de gravera. Se'n considera l'origen romà, donades les troballes de ceràmica d'aquesta època al seu voltant.